# منتانی-ل-بن
منتانی-ل-بن (به فرانسوی: Montagny-lès-Beaune) یک کمون در فرانسه با جمعیت ۶۶۰ نفر است که در Canton of Beaune-Sud واقع شده‌است.